# 安妮·麦克勞林
安妮·麦克劳林·克罗洛戈斯（英語：Ann McLaughlin Korologos，1941年11月16日—2023年1月30日），曾用名安妮·多尔·麦克劳林（英語：Ann Dore McLaughlin），美国公司高管，曾于1987年至1989年间担任第19任美国劳工部长。

## 生平
麦克劳林于新泽西州的查塔姆市出生及长大，父亲是战时一家弹药公司的厂商代表，家中有一个哥哥。麦克劳林先后于圣帕特里克学校、圣伊丽莎白学院及福坦莫大学下属的玛丽蒙特大学就读，曾赴伦敦大学留学一年。1988年，麦克劳林自宾夕法尼亚大学沃顿商学院取得工商管理硕士学位。此外她还在玛丽蒙特大学、罗德岛大学、新英格兰法学院、圣伊丽莎白大学及特莱恩大学拥有荣誉学位。
1972年及1973年，担任尼克松总统就职典礼音乐会新闻秘书。
1987年，进入罗纳德·里根纳入总统内阁，出任劳工部秘书。此前麦克劳林在里根任内还曾担任过内政部副秘书和财政部副秘书 。
1990年至1995年，担任非营利组织联邦市议会议长。
1996年至2000年，担任阿斯彭研究所主席。
2000年进入微软董事会，后因该职位“占用太多时间”而在2006年选择辞退。除微软外，麦克劳林还加入过房利美、火神材料公司和家乐氏的董事会。2004年，出任兰德公司董事会主席，至2009年结束。
2008年总统初选中，加入共和党候选人約翰·麥凱恩在哥伦比亚选区的代表团。
麦克劳林起初嫁给了一名金融投资人。1970年，前耶稣会牧师、政治评论员约翰·麦克劳林报名参加内阁竞选，由麦克劳林担任他的竞选经理，惟约翰最终败给了約翰·帕斯托雷。后来麦克劳林与约翰于1975年结婚，并在1992年离婚。
2000年，麦克劳林与前美国驻比利时大使汤姆·克罗洛戈斯结婚，汤姆最开始是一名政治说客，后于尼克松及福特任内进入白宫担任助手，同时亦是一名艺术家，麦克劳林购买的画廊中展有他的摄影作品。
2023年1月30日，因脑膜炎并发症去世。

## 安妮·克罗洛戈斯画廊
麦克劳林是一名艺术爱好者，喜欢收集各种艺术品。2007年，麦克劳林在科罗拉多州玄武岩买下了一所画廊。2009年6月，画廊因规模过大而被迫搬离，麦克劳林便同时将画廊的名字改为安妮·克罗洛戈斯画廊。画廊内的展品主要是当代美国西部艺术作品，或者薇丽尔·古德奈特、戈登·冈德、迈克尔·凯斯勒、托马斯·拉桑斯基、劳埃德·舍默等受过西部艺术影响的艺术家的作品。